# Temporada 1969 de Fórmula 1
La temporada 1969 de Fórmula 1 se disputó entre el 1 de marzo y el 19 de octubre de 1969. Se disputaron un total de 11 carreras, en lugar de las 12 previstas, pues los pilotos boicotearon el GP de Bélgica al no hacerse cargo los dueños del circuito de Spa de los gastos derivados por las medidas de seguridad exigidas por los pilotos. Jackie Stewart ganó su primer título, mientras que Matra su único Campeonato de Constructores.

## Resumen de la temporada

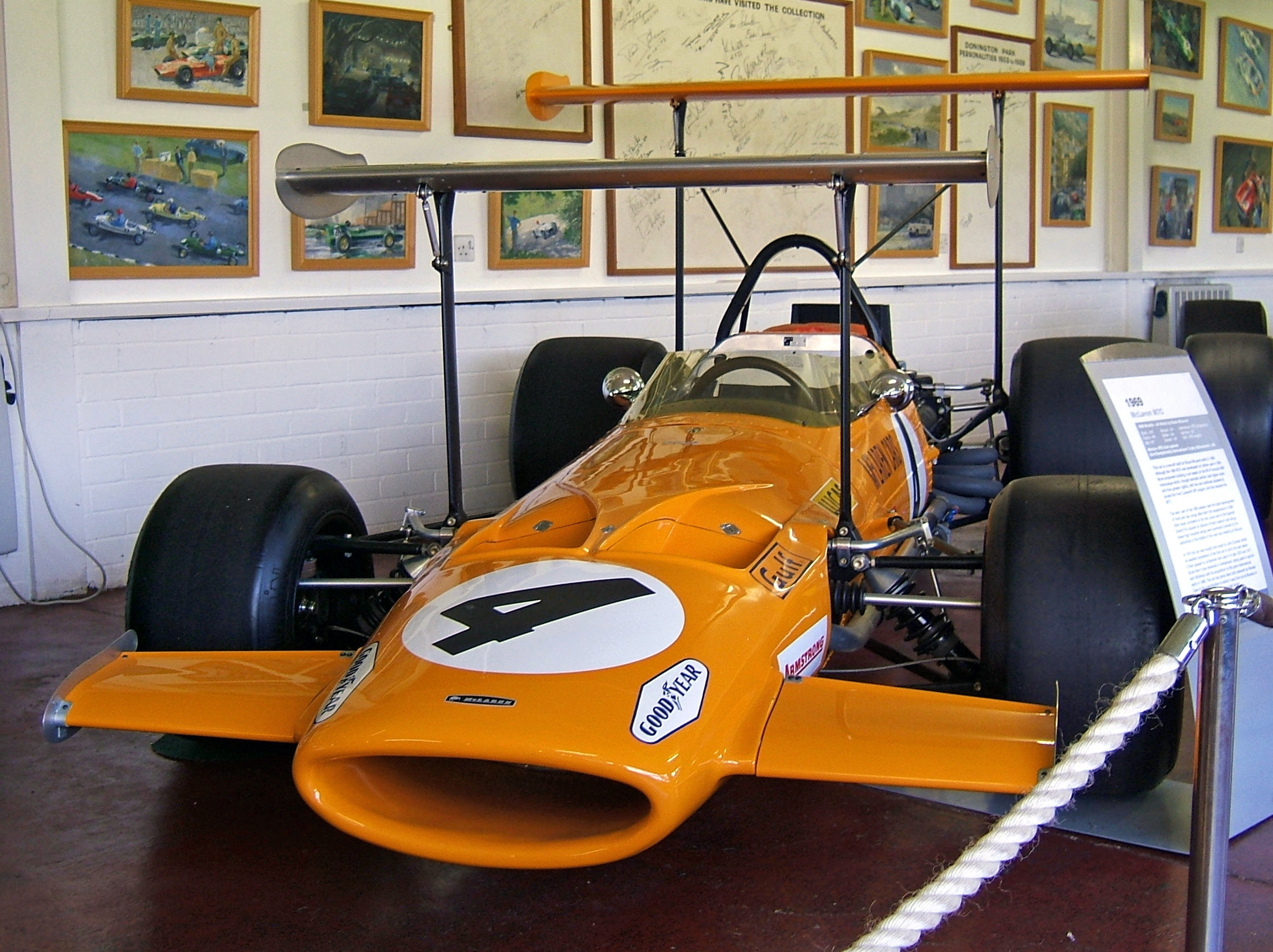
McLaren M7C de 1969, con los alerones elevados que serían prohibidos desde esa temporada.

Debido a las buenas actuaciones de la temporada anterior, Matra decide retirar su escudería para centrarse exclusivamente en su cliente Matra International, dirigida por Ken Tyrrell. Jackie Stewart gana el título fácilmente al volante del Matra MS80, que corrige las debilidades del coche de la temporada anterior. El título se convirtió en la primera victoria general de un carrocero francés, y el único conseguida con un chasis construido completamente en Francia. El logro fue más remarcable teniendo en cuenta que empezó a participar en la Fórmula 1 el año anterior. En la segunda mitad de la temporada, Jacky Ickx consigue la victoria para Brabham en Alemania y Canadá, aunque el finalmente Stewart gana con autoridad el Campeonato con 63 puntos, frente a los 37 de Ickx.
Tras varios accidentes a causa de la peligrosidad de alerones y estabilizadores, y de las suspensiones a las que iban fijados, los alerones fueron prohibidos desde el GP de Mónaco, aunque fueron introducidos de nuevo, con restricciones en tamaño y peso, y la obligación de fijarlos al chasis en lugar de a las suspensiones.
Durante la temporada también se produjo un breve resurgimiento de la tracción 4x4, sobre todo a causa del número de carreras que se corrieron en mojado la temporada anterior. Cuatro coches con tracción total participaron desde el GP de Gran Bretaña, aunque solamente Johnny Servoz-Gavin pudo puntuar con un coche 4x4, en Canadá. Ningún piloto quería pilotarlos, y Cosworth descubrió que sus coches se manejaban mejor transmitiendo cuanta más potencia a las ruedas traseras. Las ruedas anchas y el desarrollo del efecto suelo se probaron como herramientas más eficaces para conseguir mayor agarre, y el desarrollo de la tracción total fue abandonado por la práctica totalidad de escuderías.

## Escuderías y pilotos
| Escudería                                             | Chasis  | Chasis         | Motor                    | Neu. | Pilotos              | Rondas       |
| ----------------------------------------------------- | ------- | -------------- | ------------------------ | ---- | -------------------- | ------------ |
| Gold Leaf Team Lotus                                  | Lotus   | 49B 63         | Ford Cosworth DFV 3.0 V8 | F    | Graham Hill          | 1-10         |
| Gold Leaf Team Lotus                                  | Lotus   | 49B 63         | Ford Cosworth DFV 3.0 V8 | F    | Jochen Rindt         | 1-2, 4-11    |
| Gold Leaf Team Lotus                                  | Lotus   | 49B 63         | Ford Cosworth DFV 3.0 V8 | F    | Mario Andretti       | 1, 7, 10     |
| Gold Leaf Team Lotus                                  | Lotus   | 49B 63         | Ford Cosworth DFV 3.0 V8 | F    | Richard Attwood      | 3            |
| Gold Leaf Team Lotus                                  | Lotus   | 49B 63         | Ford Cosworth DFV 3.0 V8 | F    | John Miles           | 5-6, 8-9, 11 |
| Rob Walker/Jack Durlacher Racing Team                 | Lotus   | 49B            | Ford Cosworth DFV 3.0 V8 | F    | Jo Siffert           | Todos        |
| Bruce McLaren Motor Racing                            | McLaren | M7A M7C M9A    | Ford Cosworth DFV 3.0 V8 | G    | Denny Hulme          | Todos        |
| Bruce McLaren Motor Racing                            | McLaren | M7A M7C M9A    | Ford Cosworth DFV 3.0 V8 | G    | Bruce McLaren        | Todos        |
| Bruce McLaren Motor Racing                            | McLaren | M7A M7C M9A    | Ford Cosworth DFV 3.0 V8 | G    | Derek Bell           | 6            |
| Matra International                                   | Matra   | MS10 MS80 MS84 | Ford Cosworth DFV 3.0 V8 | D    | Jackie Stewart       | Todos        |
| Matra International                                   | Matra   | MS10 MS80 MS84 | Ford Cosworth DFV 3.0 V8 | D    | Jean-Pierre Beltoise | Todos        |
| Matra International                                   | Matra   | MS10 MS80 MS84 | Ford Cosworth DFV 3.0 V8 | D    | Johnny Servoz-Gavin  | 9-11         |
| Matra International                                   | Matra   | MS7            | Ford Cosworth FVA 1.6 L4 | D    | Johnny Servoz-Gavin  | 7            |
| Scuderia Ferrari SpA SEFAC North American Racing Team | Ferrari | 312            | Ferrari 255C 3.0 V12     | F    | Chris Amon           | 1-6          |
| Scuderia Ferrari SpA SEFAC North American Racing Team | Ferrari | 312            | Ferrari 255C 3.0 V12     | F    | Pedro Rodríguez      | 6, 8-11      |
| Scuderia Ferrari SpA SEFAC North American Racing Team | Ferrari | 312            | Ferrari 255C 3.0 V12     | F    | Tino Brambilla       | 8            |
| Owen Racing Organisation                              | BRM     | P138 P133 P139 | BRM P142 3.0 V12         | D    | John Surtees         | 1-4, 6-11    |
| Owen Racing Organisation                              | BRM     | P138 P133 P139 | BRM P142 3.0 V12         | D    | Jackie Oliver        | 1-4, 6-11    |
| Owen Racing Organisation                              | BRM     | P138 P133 P139 | BRM P142 3.0 V12         | D    | Bill Brack           | 9            |
| Owen Racing Organisation                              | BRM     | P138 P133 P139 | BRM P142 3.0 V12         | D    | George Eaton         | 10-11        |
| Reg Parnell Racing                                    | BRM     | P126           | BRM P142 3.0 V12         | G    | Pedro Rodríguez      | 1-3          |
| Motor Racing Developments Ltd                         | Brabham | BT26A BT26     | Ford Cosworth DFV 3.0 V8 | G    | Jack Brabham         | 1-4, 8-11    |
| Motor Racing Developments Ltd                         | Brabham | BT26A BT26     | Ford Cosworth DFV 3.0 V8 | G    | Jacky Ickx           | Todos        |
| Team Gunston                                          | Lotus   | 49             | Ford Cosworth DFV 3.0 V8 | D    | John Love            | 1            |
| Team Gunston                                          | Brabham | BT24           | Repco 620 3.0 V8         | F    | Sam Tingle           | 1            |
| Team Lawson                                           | McLaren | M7A            | Ford Cosworth DFV 3.0 V8 | D    | Basil van Rooyen     | 1            |
| Jack Holme                                            | Brabham | BT20           | Repco 620 3.0 V8         | G    | Peter de Klerk       | 1            |
| Frank Williams Racing Cars                            | Brabham | BT26A          | Ford Cosworth DFV 3.0 V8 | D    | Piers Courage        | 2-11         |
| Frank Williams Racing Cars                            | Brabham | BT30           | Ford Cosworth FVA 1.6 L4 | D    | Richard Attwood      | 7            |
| Antique Automobiles                                   | Cooper  | T86B           | Maserati 10/F1 3.0 V12   | G    | Vic Elford           | 3            |
| Antique Automobiles                                   | McLaren | M7B            | Ford Cosworth DFV 3.0 V8 | G    | Vic Elford           | 4-7          |
| Silvio Moser Racing Team                              | Brabham | BT24           | Ford Cosworth DFV 3.0 V8 | G    | Silvio Moser         | 3-5, 8-11    |
| Ecurie Bonnier                                        | Lotus   | 63 49B         | Ford Cosworth DFV 3.0 V8 | F    | Joakim Bonnier       | 6-7          |
| Ahrens Racing Team                                    | Brabham | BT30           | Ford Cosworth FVA 1.6 L4 | D    | Kurt Ahrens, Jr.     | 7            |
| Matra Sports                                          | Matra   | MS7            | Ford Cosworth FVA 1.6 L4 | D    | Henri Pescarolo      | 7            |
| Tecno Racing Team                                     | Tecno   | TF69           | Ford Cosworth FVA 1.6 L4 | D    | François Cevert      | 7            |
| Squadra Tartaruga                                     | Brabham | BT23C          | Ford Cosworth FVA 1.6 L4 | F    | Xavier Perrot        | 7            |
| Felday Engineering Ltd                                | Brabham | BT30           | Ford Cosworth FVA 1.6 L4 | F    | Peter Westbury       | 7            |
| Pete Lovely Volkswagen Inc.                           | Lotus   | 49B            | Ford Cosworth DFV 3.0 V8 | F    | Pete Lovely          | 9-11         |
| Paul Seitz                                            | Brabham | BT23B          | Climax FPF 2.8 L4        | D    | John Cordts          | 9            |
| John Maryon                                           | Eagle   | T1F            | Climax FPF 2.8 L4        | F    | Al Pease             | 9            |

## Resultados
| Carrera                           | Fecha            | Circuito           | Poles Position | Piloto ganador | Constructor ganador | Resultados |
| --------------------------------- | ---------------- | ------------------ | -------------- | -------------- | ------------------- | ---------- |
| Gran Premio de Sudáfrica          | 1 de marzo       | Kyalami            | Jack Brabham   | Jackie Stewart | Matra-Ford          | Resultados |
| Gran Premio de España             | 4 de mayo        | Montjuïc           | Jochen Rindt   | Jackie Stewart | Matra-Ford          | Resultados |
| Gran Premio de Mónaco             | 18 de mayo       | Mónaco             | Jackie Stewart | Graham Hill    | Lotus-Ford          | Resultados |
| Gran Premio de los Países Bajos   | 21 de junio      | Zandvoort          | Jochen Rindt   | Jackie Stewart | Matra-Ford          | Resultados |
| Gran Premio de Francia            | 6 de julio       | Charade            | Jackie Stewart | Jackie Stewart | Matra-Ford          | Resultados |
| Gran Premio de Gran Bretaña       | 19 de julio      | Silverstone        | Jochen Rindt   | Jackie Stewart | Matra-Ford          | Resultados |
| Gran Premio de Alemania           | 3 de agosto      | Nürburgring        | Jacky Ickx     | Jacky Ickx     | Brabham-Ford        | Resultados |
| Gran Premio de Italia             | 7 de septiembre  | Monza              | Jochen Rindt   | Jackie Stewart | Matra-Ford          | Resultados |
| Gran Premio de Canadá             | 20 de septiembre | Mosport Park       | Jacky Ickx     | Jacky Ickx     | Brabham-Ford        | Resultados |
| Gran Premio de los Estados Unidos | 5 de octubre     | Watkins Glen       | Jochen Rindt   | Jochen Rindt   | Lotus-Ford          | Resultados |
| Gran Premio de México             | 19 de octubre    | Hermanos Rodríguez | Jack Brabham   | Denny Hulme    | McLaren-Ford        | Resultados |

## Clasificaciones

### Puntuaciones
| Posición | 1.º | 2.º | 3.º | 4.º | 5.º | 6.º |
| Puntos   | 9   | 6   | 4   | 3   | 2   | 1   |

- Se toman en cuenta 9 carreras: las 5 mejores de las 6 primeras, y las 4 mejores de las 5 últimas.

### Campeonato de Pilotos
| Pos. | Piloto               | RSA | ESP | MON | NED | FRA | GBR | GER | ITA | CAN | USA | MEX | Puntos |
| ---- | -------------------- | --- | --- | --- | --- | --- | --- | --- | --- | --- | --- | --- | ------ |
| 1    | Jackie Stewart       | 1   | 1   | Ret | 1   | 1   | 1   | 2   | 1   | Ret | Ret | 4   | 63     |
| 2    | Jacky Ickx           | Ret | 6   | Ret | 5   | 3   | 2   | 1   | 10  | 1   | Ret | 2   | 37     |
| 3    | Bruce McLaren        | 5   | 2   | 5   | Ret | 4   | 3   | 3   | 4   | 5   | DNS | DNS | 26     |
| 4    | Jochen Rindt         | Ret | Ret |     | Ret | Ret | 4   | Ret | 2   | 3   | 1   | Ret | 22     |
| 5    | Jean-Pierre Beltoise | 6   | 3   | Ret | 8   | 2   | 9   | 6†  | 3   | 4   | Ret | 5   | 21     |
| 6    | Denny Hulme          | 3   | 4   | 6   | 4   | 8   | Ret | Ret | 7   | Ret | Ret | 1   | 20     |
| 7    | Graham Hill          | 2   | Ret | 1   | 7   | 6   | 7   | 4   | 9   | Ret | Ret |     | 19     |
| 8    | Piers Courage        |     | Ret | 2   | Ret | Ret | 5   | Ret | 5   | Ret | 2   | 10  | 16     |
| 9    | Jo Siffert           | 4   | Ret | 3   | 2   | 9   | 8   | 5†  | 8   | Ret | Ret | Ret | 15     |
| 10   | Jack Brabham         | Ret | Ret | Ret | 6   |     |     |     | Ret | 2   | 4   | 3   | 14     |
| 11   | John Surtees         | Ret | 5   | Ret | 9   |     | Ret | DNS | NC  | Ret | 3   | Ret | 6      |
| 12   | Chris Amon           | Ret | Ret | Ret | 3   | Ret | Ret |     |     |     |     |     | 4      |
| 13   | Richard Attwood      |     |     | 4   |     |     |     |     |     |     |     |     | 3      |
| 14   | Vic Elford           |     |     | 7   | 10  | 5   | 6   | Ret |     |     |     |     | 3      |
| 15   | Pedro Rodríguez      | Ret | Ret | Ret |     |     | Ret |     | 6   | Ret | 5   | 7   | 3      |
| 16   | Silvio Moser         |     |     | Ret | Ret | 7   |     |     | Ret | Ret | 6   | 11  | 1      |
| 17   | Jackie Oliver        | 7   | Ret | Ret | Ret |     | Ret | Ret | Ret | Ret | Ret | 6   | 1      |
| 18   | Johnny Servoz-Gavin  |     |     |     |     |     |     |     |     | 6   | NC  | 8   | 1      |
| NC   | Sam Tingle           | 8   |     |     |     |     |     |     |     |     |     |     | 0      |
| NC   | Pete Lovely          |     |     |     |     |     |     |     |     | 7   | Ret | 9   | 0      |
| NC   | John Miles           |     |     |     |     | Ret | 10  |     | Ret | Ret |     | Ret | 0      |
| NC   | Bill Brack           |     |     |     |     |     |     |     |     | NC  |     |     | 0      |
| NC   | Mario Andretti       | Ret |     |     |     |     |     | Ret |     |     | Ret |     | 0      |
| NC   | Jo Bonnier           |     |     |     |     |     | Ret | Ret |     |     |     |     | 0      |
| NC   | George Eaton         |     |     |     |     |     |     |     |     |     | Ret | Ret | 0      |
| NC   | Peter de Klerk       | NC  |     |     |     |     |     |     |     |     |     |     | 0      |
| NC   | Basil van Rooyen     | Ret |     |     |     |     |     |     |     |     |     |     | 0      |
| NC   | John Love            | Ret |     |     |     |     |     |     |     |     |     |     | 0      |
| NC   | Derek Bell           |     |     |     |     |     | Ret |     |     |     |     |     | 0      |
| NC   | John Cordts          |     |     |     |     |     |     |     |     | Ret |     |     | 0      |
| NC   | Al Pease             |     |     |     |     |     |     |     |     | DSQ |     |     | 0      |
| Pos. | Piloto               | RSA | ESP | MON | NED | FRA | GBR | GER | ITA | CAN | USA | MEX | Puntos |

| Color      | Resultado                          |
| ---------- | ---------------------------------- |
| Oro        | Ganador                            |
| Plata      | 2.º puesto                         |
| Bronce     | 3.er puesto                        |
| Verde      | Finalizó en los puntos             |
| Azul       | Finalizó sin puntos                |
| Azul       | NC - No clasificado                |
| Violeta    | Ret - No terminó                   |
| Rojo       | DNQ - No se clasificó              |
| Rojo       | DNPQ - No se preclasificó          |
| Negro      | DSQ - Descalificado                |
| Blanco     | DNS - No empezó                    |
| Blanco     | WD - Retirado                      |
| Blanco     | C - Carrera cancelada              |
| Azul claro | TD - Entrenamientos libres (2003-) |
| Sin color  | DNP - Inscrito, pero no participó  |
| Sin color  | INJ - Inscrito, pero lesionado     |
| Sin color  | EX - Excluido                      |

| Estado  | Resultado                                                                             |
| ------- | ------------------------------------------------------------------------------------- |
| Negrita | Pole position                                                                         |
| Cursiva | Vuelta rápida                                                                         |
| 1-8     | Posiciones puntuables de clasificación sprint (2021-)                                 |
| †       | No acabó el Gran Premio, pero fue clasificado ya que completó el porcentaje necesario |
| ‡       | Monoplaza compartido                                                                  |
| ~       | Se otorgó la mitad de puntos ya que no se cumplió con el 75% de la carrera            |
| ≠       | No obtuvo puntos ya que era piloto invitado                                           |
| F2      | Inscrito para carrera de Fórmula 2, no sumaba puntos                                  |

† Los coches de Fórmula 2 ocuparon los puestos del 5.º al 10.º en el Gran Premio de Alemania. Sin embargo, estos coches no eran considerados para el cómputo de puntos del Campeonato Mundial, por lo que los puntos correspondientes al 5.º y 6.º coche fueron repartidos entre los dos siguientes mejores coches de Fórmula 1 (puestos 11.º y 12.º en carrera)

### Estadísticas del Campeonato de Pilotos
18 primeros
| Pos. | Piloto               | Escudería                | Grandes Premios | Victorias | Podios | Poles | Vueltas rápidas | Puntos |
| ---- | -------------------- | ------------------------ | --------------- | --------- | ------ | ----- | --------------- | ------ |
| 1    | Jackie Stewart       | Matra International      | 11              | 6         | 7      | 2     | 5               | 63     |
| 2    | Jacky Ickx           | Brabham                  | 11              | 2         | 5      | 2     | 3               | 37     |
| 3    | Bruce McLaren        | McLaren                  | 11 (9)          |           | 3      |       |                 | 26     |
| 4    | Jochen Rindt         | Lotus                    | 10              | 1         | 3      | 5     | 2               | 22     |
| 5    | Jean-Pierre Beltoise | Matra International      | 11              |           | 3      |       | 1               | 21     |
| 6    | Denny Hulme          | McLaren                  | 11              | 1         | 2      |       |                 | 20     |
| 7    | Graham Hill          | Lotus                    | 10              | 1         | 2      |       |                 | 19     |
| 8    | Piers Courage        | Williams                 | 10              |           | 2      |       |                 | 16     |
| 9    | Jo Siffert           | Rob Walker               | 11              |           | 2      |       |                 | 15     |
| 10   | Jack Brabham         | Brabham                  | 8               |           | 2      | 2     | 1               | 14     |
| 11   | John Surtees         | BRM                      | 10 (9)          |           | 1      |       |                 | 6      |
| 12   | Chris Amon           | Ferrari                  | 6               |           | 1      |       |                 | 4      |
| 13   | Richard Attwood      | Lotus                    | 1               |           |        |       |                 | 3      |
| 14   | Vic Elford           | Colin Crabbe             | 5               |           |        |       |                 | 3      |
| 15   | Pedro Rodríguez      | Reg Parnell Ferrari NART | 8               |           |        |       |                 | 3      |
| 16   | Silvio Moser         | Silvio Moser             | 7               |           |        |       |                 | 1      |
| 17   | Jackie Oliver        | BRM                      | 10              |           |        |       |                 | 1      |
| 18   | Johnny Servoz-Gavin  | Matra International      | 3               |           |        |       |                 | 1      |

### Campeonato de Constructores
| Pos. | Constructor     | RSA | ESP | MON | NED | FRA | GBR | GER | ITA | CAN | USA | MEX | Puntos  |
| ---- | --------------- | --- | --- | --- | --- | --- | --- | --- | --- | --- | --- | --- | ------- |
| 1    | Matra-Ford      | 1   | 1   | Ret | 1   | 1   | 1   | 2   | 1   | 4   | NC  | 4   | 66      |
| 2    | Brabham-Ford    | Ret | 6   | 2   | 5   | 3   | 2   | 1   | (5) | 1   | 2   | 2   | 49 (51) |
| 3    | Lotus-Ford      | 2   | Ret | 1   | 2   | 6   | 4   | 4   | 2   | 3   | 1   | 9   | 47      |
| 4    | McLaren-Ford    | 3   | 2   | (5) | 4   | 4   | 3   | 3   | 4   | 5   | Ret | 1   | 38 (40) |
| 5    | BRM             | 7   | 5   | Ret | 9   |     | Ret | DNS | NC  | NC  | 3   | 6   | 7       |
| 6    | Ferrari         | Ret | Ret | Ret | 3   | Ret | Ret |     | 6   | Ret | 5   | 7   | 7       |
| NC   | Cooper-Maserati |     |     | 7   |     |     |     |     |     |     |     |     | 0       |
| NC   | Brabham-Repco   | 8   |     |     |     |     |     |     |     |     |     |     | 0       |
| NC   | Brabham-Climax  |     |     |     |     |     |     |     |     | Ret |     |     | 0       |
| NC   | Eagle-Climax    |     |     |     |     |     |     |     |     | DSQ |     |     | 0       |
| Pos. | Constructor     | RSA | ESP | MON | NED | FRA | GBR | GER | ITA | CAN | USA | MEX | Puntos  |

- Mismo sistema de puntuación que el Campeonato de Pilotos, pero solo el piloto mejor clasificado de cada constructor, incluidos los pilotos privados, suma puntos. En negrita, los puntos computados para el Campeonato.[Nota 1]

## Carreras fuera del campeonato
En 1969 se realizaron cuatro carreras de Fórmula 1 no puntuables para el campeonato mundial.
| Carrera                   | Circuito     | Fecha        | Piloto ganador | Constructor ganador    | Resultados |
| ------------------------- | ------------ | ------------ | -------------- | ---------------------- | ---------- |
| Carrera de Campeones      | Brands Hatch | 16 de marzo  | Jackie Stewart | Matra-Cosworth         | Resultados |
| BRDC International Trophy | Silverstone  | 30 de marzo  | Jack Brabham   | Brabham-Cosworth       | Resultados |
| Gran Premio de Madrid     | Jarama       | 13 de abril  | Keith Holland  | Lola-Chevrolet (F5000) | Resultados |
| International Gold Cup    | Oulton Park  | 16 de agosto | Jacky Ickx     | Brabham-Cosworth       | Resultados |